# Life Goes On (canção de Ed Sheeran)
"Life Goes On" é uma canção gravada para o sexto álbum de estúdio do cantor e compositor inglês Ed Sheeran, - (2023), composta por si mesmo e produzida pelo colaborador Aaron Dessner. Foi distribuída pelas editoras discográficas Asylum e Atlantic como o quinto single do álbum a 12 de Maio de 2023, juntamente com uma versão em dueto com o cantor e compositor norte-americano Luke Combs. O vídeo musical para a versão a solo estreou junto com todos os vídeos restantes de cada música de - a 5 de Maio de 2023, mesmo dia em que o álbum foi lançado.

## Antecedentes
Sheeran anunciou a música junto com o álbum a 1 de Março de 2023, criando várias oportunidades de pré-encomenda. A 11 de Maio, ele falou sobre Combs antes de sugerir a colaboração e acrescentou que adoraria fazer a transição para a música country. Mais tarde naquele dia, os dois artistas apresentaram a versão em dueto da música na cerimónia do Academy of Country Music Awards de 2023 no Ford Center at The Star em Frisco, Texas.

## Estrutura musical e conteúdo
A música foi escrita sobre Jamal Edwards, amigo de Sheeran, depois que ele morreu de arritmia. Na versão em dueto da música, ele e Combs cantam juntos: "To tell me how, how my life goes on with you gone? / I suppose I'll sink like a stone / If you leave me now, oh, the storms will roll / Easy come, hard go, then life goes on."

## Desempenho nas tabelas musicais
| País — Tabela musical (2023)                       | Posição de pico |
| -------------------------------------------------- | --------------- |
| Austrália — Top 100 Singles (ARIA Charts)          | 23              |
| Canadá — Hot 100 (Billboard)                       | 27              |
| Mundo — Global 200 (Billboard)                     | 95              |
| Irlanda — Singles Top 50 (IRMA)                    | 19              |
| Nova Zelândia — Top 40 Singles (RMNZ)              | 33              |
| Suécia — Heatseekers Top 100 (Sverigetopplistan)   | 15              |
| Reino Unido — Official Singles Chart Top 100 (OCC) | 29              |
| Estados Unidos — Hot 100 (Billboard)               | 66              |
| Estados Unidos — Country Airplay (Billboard)       | 59              |
| Estados Unidos — Hot Country Songs (Billboard)     | 47              |

## Certificações
| Região — Associação (Vendas)   | Certificação |
| ------------------------------ | ------------ |
| Canadá — Music Canada (80 000) | Platina      |